# Iva Budařová
Iva Budařová (* 31. července 1960 Duchcov) je bývalá československá tenistka, která mezi profesionálkami hrála v letech 1978–1991. Ve své kariéře vyhrála na okruhu WTA Tour čtyři turnaje ve čtyřhře. V rámci okruhu ITF získala dva tituly ve dvouhře a jeden ve čtyřhře.
Na žebříčku WTA byla ve dvouhře nejvýše klasifikována v srpnu 1983 na 24. místě a ve čtyřhře pak v březnu 1987 na 55. místě.
Na I. hrách dobré vůle v Moskvě získala s Marcelou Skuherskou stříbrnou medaili ve čtyřhře žen.
V československém fedcupovém týmu debutovala v roce 1980 utkáním 1. kola Světové skupiny proti Maďarsku, v němž spolu s Brzákovou vyhrála čtyřhru. V soutěži nastoupila k jedenácti mezistátním utkáním s bilancí 0–0 ve dvouhře a 7–4 ve čtyřhře. Byla členkou vítězného družstva v letech 1983, 1984.

## Finále na turnajích WTA Tour

### Dvouhra: 1 (0–1)

#### Finalistka
| Datum          | Turnaj            | Povrch | Vítězka            | Výsledek |
| -------------- | ----------------- | ------ | ------------------ | -------- |
| 7. května 1984 | Lugano, Švýcarsko | antuka | Manuela Malejevová | 1–6, 1–6 |

### Čtyřhra: 6 (4–2)

#### Vítězka
| Č. | Datum             | Turnaj    | Povrch | Spoluhráčka          | Finalistky                               | Výsledek         |
| -- | ----------------- | --------- | ------ | -------------------- | ---------------------------------------- | ---------------- |
| 1. | 21. května 1984   | Perugia   | antuka | Helena Suková        | Kathleen Horvathová Virginia Ruziciová   | 7–6(5), 1–6, 6–4 |
| 2. | 5. května 1986    | Barcelona | antuka | Catherine Tanvierová | Petra Huberová Petra Keppelerová         | 6–2, 6–1         |
| 2. | 25. dubna 1988    | Barcelona | antuka | Sandra Wassermanová  | Anna-Karin Olssonová Maria José Llorcová | 1–6, 6–3, 6–2    |
| 4. | 17. července 1989 | Estoril   | antuka | Regina Kordová       | Gabriela Castrová Conchita Martínezová   | 6–2, 6–4         |

#### Finalistka
| Č. | Datum             | Turnaj      | Povrch      | Spoluhráčka       | Vítězky                                     | Výsledek      |
| -- | ----------------- | ----------- | ----------- | ----------------- | ------------------------------------------- | ------------- |
| 1. | 7. května 1984    | Lugano      | antuka      | Marcela Skuherská | Christiane Jolissaintová Marcella Meskerová | 4–6, 3–6      |
| 2. | 3. listopadu 1986 | Little Rock | koberec (h) | Beth Herrová      | Světlana Parchomenková Larisa Neilandová    | 2–6, 6–1, 1–6 |

## Vítězka Fed Cupu
| Datum             | Místo konání           | Povrch | Spoluhráčky                                      | Finalistky                               | Výsledek    |
| ----------------- | ---------------------- | ------ | ------------------------------------------------ | ---------------------------------------- | ----------- |
| 17. července 1983 | Curych, Albisguetli TC | antuka | Helena Suková' Marcela Skuherská Hana Mandlíková | B. Bungeová C. Kohde-Kilsch Eva Pfaffová | TCH-SRN 2-1 |